# Miloslav Výborný
Miloslav Výborný, née le 19 février 1952 à Chrudim, est un homme politique et avocat tchèque, ancien membre du mouvement KDU-ČSL.